# Ефимов, Николай (артист балета)
Никола́й Ефи́мов — артист балета русского происхождения. После окончания Петроградского театрального училища танцевал в балетной труппе Мариинского театра. В 1924 году во время европейских гастролей вместе с артистами Александрой Даниловой, Джорджем Баланчиным и его женой Тамарой Жевержеевой остался на Западе. Жил во Франции, танцевал сперва в Русском балете, а впоследствии стал ведущим артистом балета Парижской оперы.